# Daniel Vallejo
Daniel Vallejo (nació el 28 de abril de 2004) es un jugador de tenis paraguayo.
Vallejo su ranking ATP más alto de singles fue el número 187, logrado el 17 de marzo de 2025. Su ranking ATP más alto de dobles fue el número 459, logrado el 28 de agosto de 2023.
Como junior, Vallejo logró el puesto número 1 en el ranking juvenil, el más alto de su carrera, logrado en agosto de 2022. Este resultado se produjo después de una serie de resultados favorables durante las temporadas 2021 y 2022.

## Títulos Challenger; 1 (1 + 1)
| Leyenda             | Individuales | Dobles |
| ------------------- | ------------ | ------ |
| ATP Challenger Tour | 1            | 1      |

### individual (1)
| N.° | Fecha               | Torneo       | Superficie    | Oponente en la final | Resultado |
| --- | ------------------- | ------------ | ------------- | -------------------- | --------- |
| 1.  | 31 de marzo de 2024 | São Leopoldo | Tierra batida | Enzo Couacaud        | 6-3, 6-2  |

### Dobles (1)
| N.º | Fecha                | Torneo | Superficie | Compañero     | Oponentes en la final    | Resultado |
| --- | -------------------- | ------ | ---------- | ------------- | ------------------------ | --------- |
| 1.  | 26 de agosto de 2022 | Lima   | Arcilla    | Gonzalo Bueno | Ignacio Buse Jorge Panta | 6-4, 6-2  |